# Live My Life
"Live My Life" é uma canção do grupo americano Far East Movement com participação do cantor canadense Justin Bieber lançado como single de avanço do terceiro álbum de estúdio Dirty Bass (2012). O single foi lançado em 28 de fevereiro de 2012 no iTunes. A canção é produzida por RedOne e De Paris.

## Faixas
| Download digital |                                                    |         |  |
| N.º              | Título                                             | Duração |  |
| 1.               | "Live My Life" (com participação de Justin Bieber) | 3:57    |  |

| Download digital |                                                                                |         |  |
| N.º              | Título                                                                         | Duração |  |
| 1.               | "Live My Life (Party Rock Remix)" (com participação de Justin Bieber e Redfoo) | 3:59    |  |

| CD Single |                                                                                |         |  |
| N.º       | Título                                                                         | Duração |  |
| 1.        | "Live My Life" (com participação de Justin Bieber)                             | 3:57    |  |
| 2.        | "Live My Life (Party Rock Remix)" (com participação de Justin Bieber e Redfoo) | 4:14    |  |

| EP Digital |                                                                                |         |  |
| N.º        | Título                                                                         | Duração |  |
| 1.         | "Live My Life" (com participação de Justin Bieber)                             | 3:57    |  |
| 2.         | "Live My Life (Party Rock Remix)" (com participação de Justin Bieber e Redfoo) | 4:15    |  |
| 3.         | "Live My Life (Party Rock Remix)" (com participação de Justin Bieber)          | 5:46    |  |
| 4.         | "Jello" (com participação de Rye Rye)                                          | 2:52    |  |

## Posições
| País — Tabela musical (2012)                   | Posição de pico |
| ---------------------------------------------- | --------------- |
| O campo songid é OBRIGATÓRIO PARA PARADA ALEMÃ | 8               |
| Austrália (ARIA)                               | 14              |
| Áustria (Ö3 Austria Top 75)                    | 20              |
| Bélgica (Ultratip Bubbling Under de Flandres)  | 39              |
| Bélgica (Ultratip Bubbling Under da Valônia)   | 7               |
| Canadá — Canadian Hot 100                      | 4               |
| Dinamarca (Hitlisten)                          | 17              |
| Estados Unidos (Billboard Hot 100)             | 21              |
| Finlândia (Suomen virallinen lista)            | 15              |
| França (SNEP)                                  | 54              |
| Irlanda (IRMA)                                 | 6               |
| Países Baixos (Single Top 100)                 | 45              |
| Nova Zelândia (Recorded Music NZ)              | 15              |
| Noruega (VG-lista)                             | 3               |
| Reino Unido (UK Singles Chart)                 | 7               |
| República Tcheca — Radio Top 100               | 2               |
| Suécia (Sverigetopplistan)                     | 13              |
| Suíça (Schweizer Hitparade)                    | 6               |

## Histórico de lançamento
| Região         | Data                    | Formato                             | Gravadora                             |
| -------------- | ----------------------- | ----------------------------------- | ------------------------------------- |
| Estados Unidos | 28 de fevereiro de 2012 | Download digital                    | Cherrytree Records Interscope Records |
| Estados Unidos | 6 de março de 2012      | Download digital — remix            | Cherrytree Records Interscope Records |
| Estados Unidos | 3 de abril de 2012      | Rhythmic contemporary radio airplay | Cherrytree Records Interscope Records |
| Alemanha       | 6 de abril de 2012      | CD single                           | Cherrytree Records Interscope Records |
| Reino Unido    | 6 de maio de 2012       | Digital EP                          | Cherrytree Records Interscope Records |